# Улица Вербицких
Улица Вербицких (до 2023 года — улица Зои Космодемьянской) (укр. Вулиця Вербицьких) — улица в Новозаводском районе города Чернигова, исторически сложившаяся местность (район) Землянки. Пролегает от проспекта Победы (без проезда) до улицы Воскресенская.
Нет примыкающих улиц.

## История
Яропольская улица была проложена в конце 19 века на территории Землянок. Здесь городская дума продавала землю в частную собственность. Заселялась местность городской беднотой почти хаотично и это отразилось на направлениях и конфигурациях улиц Землянок. На «Плане города Чернигова 1908 года» улица обозначена, но без названия. В 1927 году Яропольская улица переименована на улицу Борохова — в честь еврейского политического деятеля, члена Украинской Центральной Рады Бера Борохова. До этого, в период 1919—1922 годы, другая улица именовалась в честь Бера Борохова. 
В 1985 году улица Борохова переименована на улица Зои Космодемьянской — в честь партизанки времён Великой Отечественной войны, Героя Советского Союза Зои Анатольевны Космодемьянской. 
Изначально начиналась от проспекта Октябрьской Революции, но в связи с реконструкцией города выход к проспекту перекрыт.
С целью проведения политики очищения городского пространства от топонимов, которые возвеличивают, увековечивают, пропагандируют или символизируют Российскую Федерацию и Республику Беларусь, 21 февраля 2023 года улица получила современное название — в честь рода Вербицких, согласно Решению Черниговского городского совета № 29/VIII-7 «Про переименование улиц в городе Чернигове» («Про перейменування вулиць у місті Чернігові»).

## Застройка
Улица пролегает в северо-западном направлении. Парная и непарная стороны улицы заняты усадебной застройкой. 
Учреждения: нет
На улице есть ряд исторических зданий, что не являются памятниками архитектуры или истории: усадебные дома  №№ 4, 4А, 6, 8, 11.